# Isola della Scala
Isola della Scala est une commune italienne de la province de Vérone, dans la région Vénétie.

## Administration
| Période                                  | Période | Identité | Étiquette | Qualité |
| ---------------------------------------- | ------- | -------- | --------- | ------- |
|                                          |         |          |           |         |
| Les données manquantes sont à compléter. |         |          |           |         |

### Hameaux
Brognoligo, Caselle, Gabbia, Pellegrina, Tarmassia, Villa Fontana, Vo' Pindemonte

### Communes limitrophes
Bovolone, Buttapietra, Erbè, Nogara, Oppeano, Salizzole, Trevenzuolo, Vigasio

## Personnalité
- Sandro Camasio (1886-1913), journaliste, écrivain, metteur en scène et réalisateur
- Debora Silvestri (née en 1998), coureuse cycliste